# Шпетки
Шпетки́ — село в Усть-Путильській сільській громаді Вижницького району Чернівецької області України.

## Населення

### Мова
Розподіл населення за рідною мовою за даними перепису 2001 року:
| Мова       | Кількість | Відсоток |
| ---------- | --------- | -------- |
| українська | 186       | 99.47%   |
| російська  | 1         | 0.53%    |
| Усього     | 187       | 100%     |

## Світлини

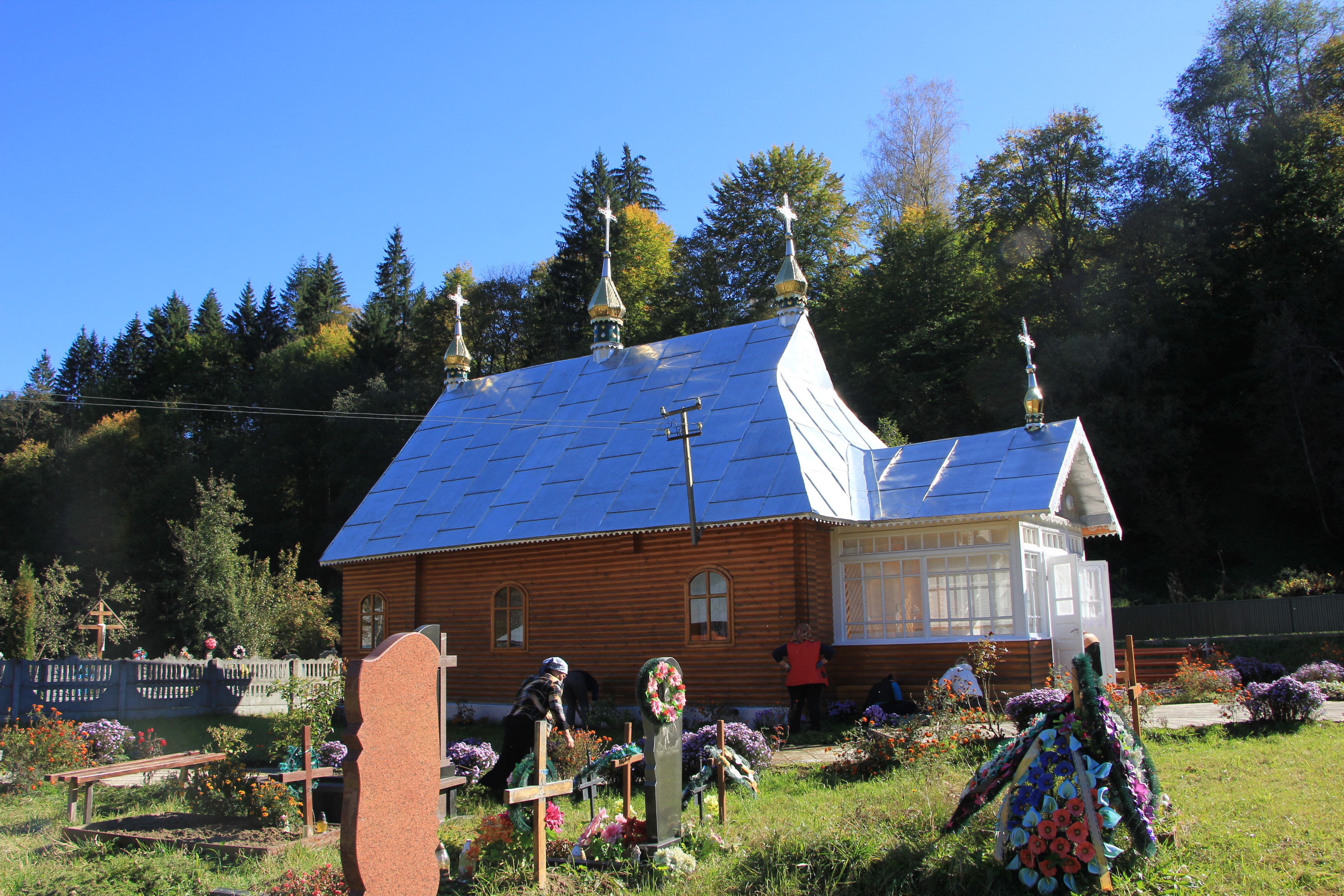
Дерев'яна церква Покрови Пр. Богородиці 1871р
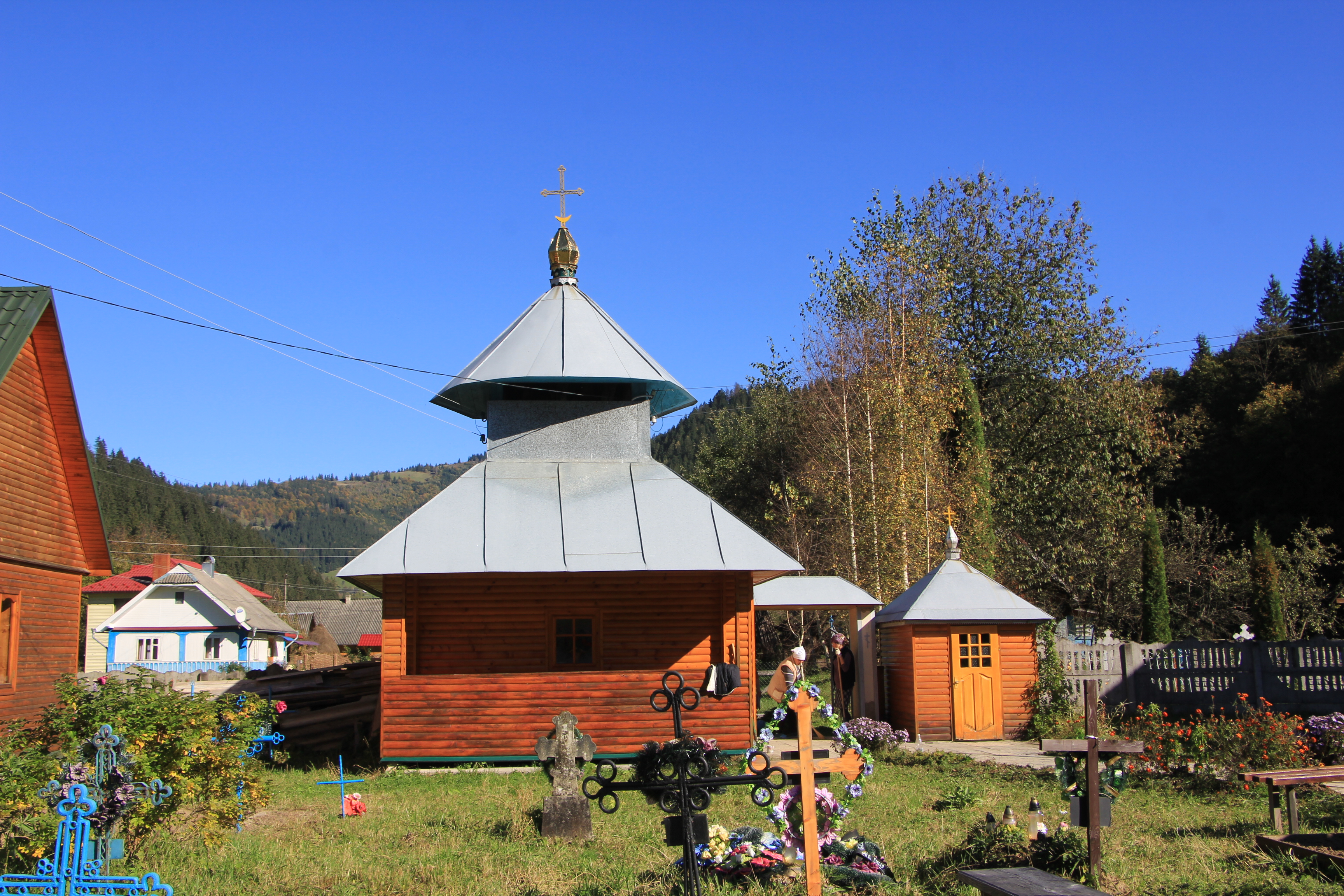
Дерев'яна церква Покрови Пр. Богородиці 1871р. Дзвіниця